# Muzeum Sztuk Pięknych Republiki Mordwińskiej im. S.D. Erzii
Muzeum Sztuk Pięknych Republiki Mordwińskiej im. S.D. Erzii (ros. Мордовский республиканский музей изобразительных искусств им. С.Д. Эрьзи) – muzeum sztuk pięknych w Sarańsku z kolekcją dzieł mordwińskiego rzeźbiarza Stiepana Erzii (1876–1959) i malarza Fiedota Syczkowa (1870–1958).

## Historia
Muzeum zostało otwarte 10 stycznia 1960 roku jako Galeria Sztuki Republiki Mordwińskiej im. F. Syczkowa. W 1976 roku w setną rocznicę urodzin rzeźbiarza Stiepana Erzii (1876–1959) galeria otrzymała nowy gmach. W 1995 roku galerię przemianowano na Muzeum Sztuk Pięknych Republiki Mordwińskiej im. S.D. Erzii. Muzeum ma dwa oddziały – Dom Erzii w Bajewie i Dom Syczkowa w Koczełajewie.

## Zbiory
Zbiory muzeum obejmują 15 tys. eksponatów sztuki rosyjskiej i mordwińskiej, sztuki współczesnej oraz rzemiosła artystycznego. Muzeum ma ponadto kolekcje prac Stiepana Erzii i Fiedota Syczkowa, powstałe z darowizn samych artystów oraz prace portrecisty Iwana Kuźmicza Makarowa(1822-1897).